# المهمة (فلم أمريكي)
المهمة هو فيلم دراما أمريكي يعود إلى الفترة البريطانية من عام 1986 حول تجارب أحد المبشرين اليسوعيين في القرن الثامن عشر بأمريكا الجنوبية. الفيلم من إخراج رولاند جوفي وتأليف روبرت بولت، وبطولة روبرت دي نيرو، جيرمي أيرونز، راي ميكانلي، أيدان كوين، تشيري لانغاي، ليام نيسون.

## قصة الفيلم
يتحدث الفيلم عن الاستعمار الإسباني والبرتغالي لقارة أمريكا الجنوبية، وقيام المستعمرين بنهب ثروات السكان الأصليين وتحويلهم إلى رقيق للمستوطنين الأوربيين، من جهة أخرى يحاول المبشرون تحويل سكان أمريكا الجنوبية إلى الديانة المسيحية للسيطرة على عقولهم، حسب منظور الفيلم.
يلعب روبرت دي نيرو دور النخاس رودريغو مندوزا، والذي يقتل أخاه في نوبة غضب، بعد ذلك يشعر بتأنيب الضمير ويطلب من المبشرين مساعدته في تطهيره من الذنوب، يقوم مندوزا بتسلق جبل شديد الانحدار مراراً وتكراراً حاملاً وزناً ثقيلاً كتكفير عن خطاياه، أخيراً يصبح مبشراً في المستوطنة التي يديرها الأب غابرييل (الممثل جيرمي أيرونز).

## طاقم الفيلم
| ممثلون                                   | ممثلون                                      | ممثلون     | ممثلون     |
| الممثل                                   | الدور                                       |            |            |
| روبرت دي نيرو (Robert De Niro)           | رودريغو مندوزا (Rodrigo Mendoza)            |            |            |
| جيرمي أيرونز (Jeremy Irons)              | الأب غابرييل (Father Gabriel)               |            |            |
| راي ميكانلي (Ray McAnally)               | الكاردينال ألتاميرانو (Cardinal Altamirano) |            |            |
| أيدان كوين (Aidan Quinn)                 | فيليبي مندوزا (Felipe Mendoza)              |            |            |
| تشيري لانغاي (Cherie Lunghi)             | كارلوتا (Carlotta)                          |            |            |
| ماريا تيريزا ريبول (Maria Teresa Ripoll) | خادمة كارلوتا (Carlotta's Maid)             |            |            |
| ليام نيسون (Liam Neeson)                 | فيلدينج (Fielding)                          |            |            |
| بيرتشاليو موياالمهمة (Bercelio Moya)     | صبي من الهنود الحمر (Indian Boy)            |            |            |
| سيغيفريدو إزمير (Sigifredo Ismare)       | طبيب شعبي (Witch Doctor)                    |            |            |
| أسونسيون أونتيفيروس (Asuncion Ontiveros) | زعيم من الهنود الحمر (Indian Chief)         |            |            |
| أليخاندرينو مويا (Alejandrino Moya)      | مساعد الزعيم (Chief's Lieutenant)           |            |            |
| دانيال بيريغان (Daniel Berrigan)         | سباستيان (Sebastian)                        |            |            |
| جو دالي (Joe Daly)                       | أحد النبلاء (Nobleman)                      |            |            |
| فريق العمل                               | فريق العمل                                  | فريق العمل | فريق العمل |
| الاسم                                    | الاختصاص                                    |            |            |
| روبرت بولت (Robert Bolt)                 | كاتب سيناريو (Scriptwriter)                 |            |            |
| رولاند جوفي (Roland Joffé)               | مخرج (Director)                             |            |            |
| فرناندو غيا (Fernando Ghia)              | منتج (producer)                             |            |            |
| ديفيد بوتنام (David Puttnam)             | منتج (producer)                             |            |            |
| إنيو موريكوني (Ennio Morricone)          | موسيقي (Composer)                           |            |            |
| كريس مينجز (Chris Menges)                | مصور سينمائي (Cinematographer)              |            |            |
| جيم كلارك (Jim Clark)                    | مونتير (Film editor)                        |            |            |
| ---------------------------------------- | ------------------------------------------- | ---------- | ---------- |

## روابط خارجية
- مقالات تستعمل روابط فنية بلا صلة مع ويكي بيانات